# Xã Vidette, Quận Fulton, Arkansas
Xã Vidette (tiếng Anh: Vidette Township) là một xã thuộc quận Fulton, tiểu bang Arkansas, Hoa Kỳ. Năm 2010, dân số của xã này là 467 người.